# Minthodes numidica
Minthodes numidica är en tvåvingeart som beskrevs av Villeneuve 1932. Minthodes numidica ingår i släktet Minthodes och familjen parasitflugor. Inga underarter finns listade i Catalogue of Life.